# Blues Brothers (film 1980)
 Blues Brothers – amerykańska komedia muzyczna z 1980 roku w reżyserii Johna Landisa. Tytułowa para braci to „Joliet” Jake Blues, grany przez Johna Belushiego i Elwood Blues, grany przez Dana Aykroyda - postacie stworzone dla programu rozrywkowego Saturday Night Live, w telewizji NBC. Film został nakręcony w Chicago i jego okolicach, a także w Los Angeles i Milwaukee. Doczekał się kontynuacji w postaci filmu Blues Brothers 2000.
W filmie wystąpiły gwiazdy amerykańskiej piosenki, m.in. Aretha Franklin, Ray Charles, James Brown, John Lee Hooker, Cab Calloway, a także inni: Frank Oz (współpracownik Jima Hensona), Twiggy (brytyjska modelka) oraz reżyserzy: John Landis i Steven Spielberg.

## Fabuła

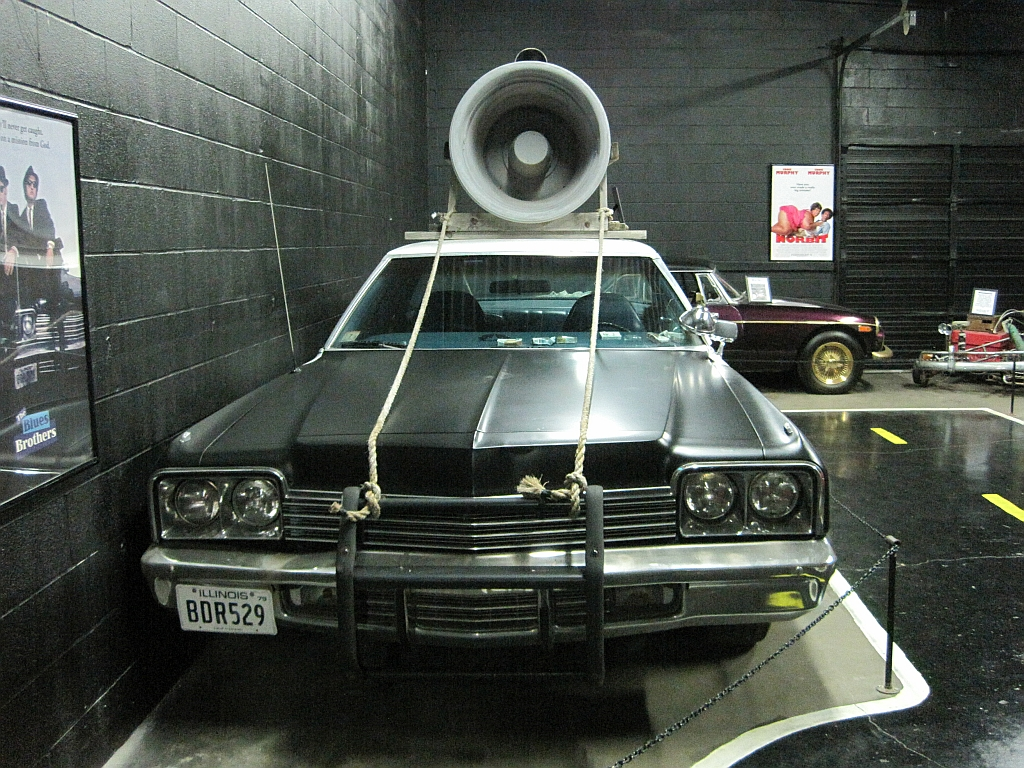
Reprodukcja „Bluesmobile” w Rusty's TV & Movie Car Museum w Jackson w stanie Tennessee

Akcja rozpoczyna się w momencie, kiedy Jake Blues wychodzi z więzienia stanowego w Joliet. Odbył karę trzech lat z pięciu zasądzonych za napad rabunkowy. Odbiera go stamtąd brat Elwood, jednak zamiast siedzieć za kierownicą luksusowego Cadillaca, przyjeżdża odkupionym po zakończeniu służby radiowozem Dodge Monaco z 1974 (Bluesmobile).
Razem udają się do Chicago odwiedzić sierociniec, w którym dorastali. Zakonnica Mary Stigmata, nazywana przez wychowanków Pingwinicą, prowadząca sierociniec oznajmia im, że będzie zmuszona zamknąć przybytek, jeżeli w ciągu 11 dni nie wpłaci 5000 dolarów tytułem zaległego podatku. Bracia stwierdzają, że pieniądze można zdobyć bardzo łatwo – okradając kogoś, co ochoczo podejmują się zrobić. Po ostrej reprymendzie Pingwinicy postanawiają pomóc sierocińcowi w sposób zgodny z prawem. Początkowo nie mają pomysłu, jak to zrobić, ale podczas przypadkowej wizyty w kościele Jake doznaje objawienia. Przekonuje brata, że pieniądze można zdobyć, reaktywując ich dawny zespół muzyczny The Blues Brothers, który powinien ruszyć w trasę koncertową.

## Obsada
- Dan Aykroyd jako Elwood Blues
- John Belushi jako „Joliet” Jake Blues
- Cab Calloway jako Curtis
- Carrie Fisher jako porzucona narzeczona, niedoszła żona Jake'a
- Aretha Franklin jako pani Murphy
- Ray Charles jako właściciel lombardu/Ray Charles
- James Brown jako wielebny Cleophus James
- John Candy jako Burton Mercer
- Kathleen Freeman jako „Pingwinica”, siostra Mary Stigmata,
- Henry Gibson jako dowódca nazistów
- Steve Lawrence jako Maury Sline
- Twiggy jako Chic Lady
- Frank Oz jako strażnik więzienny
- Jeff Morris jako Bob
- Charles Napier jako Tucker McElroy
- Steven Williams jako policjant Mount
- Armand Cerami jako policjant Daniel
- Chaka Khan jako solistka chóru
- John Lee Hooker jako muzykant na Maxwell Street
- John Landis jako policjant
- Stephen Bishop jako oficer policji
- Paul Reubens jako kelner w Chez Paul
- Steven Spielberg jako pracownik urzędu skarbowego hrabstwa Cook
- Pinetop Perkins jako Luther Jackson

## Odbiór

Więzienie Joliet, które opuścił Jake Blues

Film uzyskał dużą popularność i pozytywne recenzje krytyków; serwis Rotten Tomatoes w oparciu o opinie z 52 recenzji przyznał mu wynik 87%.

## Nawiązania
- Scena, w której auto członków partii „Naziści z Illinois” (ścigających braci Blues), leci ponad miastem w takt fragmentu III aktu opery „Walkiria” jest nawiązaniem do fragmentu „Czasu apokalipsy”, w którym ten fragment muzyki Richarda Wagnera ilustruje scenę ataku śmigłowców na wietnamską wioskę. Przedmiotem łączącym oba filmy jest plakat z modelką „Playboya”, oglądany przez żołnierzy w „Czasie apokalipsy” i wiszący na ścianie pokoju Elwooda.

- Z kolei już jako nawiązanie do filmu „The Blues Brothers” scena lotu samochodu ponad ulicami w takt „Walkirii” znajduje się w niecodziennej reklamie samochodu BMW M5 z udziałem Madonny z Clive'em Owenem („The Hire: Star”, reż. Guy Ritchie, 2001)

- Wizyta zespołu w saunie, gdy negocjują kontrakt z menedżerem, to nawiązanie do okładki płyty „No Sweat” zespołu Blood, Sweat and Tears, na której przedstawiono muzyków grupy w czasie wizyty w saunie: obwiniętych ręcznikami i spowitych kłębami pary. Lou Marini i Tom Malone grający członków „Blues Brothers Band”, grali w latach 70. w zespole Blood, Sweat and Tears – wystąpili i na okładce, i w scenie w saunie.